# AKT3
AKT3 (англ. AKT serine/threonine kinase 3) – білок, який кодується однойменним геном, розташованим у людей на короткому плечі 1-ї хромосоми.  Довжина поліпептидного ланцюга білка становить 479 амінокислот, а молекулярна маса — 55 775.
| 10         |  | 20         |  | 30         |  | 40         |  | 50         |
| ---------- |  | ---------- |  | ---------- |  | ---------- |  | ---------- |
| MSDVTIVKEG |  | WVQKRGEYIK |  | NWRPRYFLLK |  | TDGSFIGYKE |  | KPQDVDLPYP |
| LNNFSVAKCQ |  | LMKTERPKPN |  | TFIIRCLQWT |  | TVIERTFHVD |  | TPEEREEWTE |
| AIQAVADRLQ |  | RQEEERMNCS |  | PTSQIDNIGE |  | EEMDASTTHH |  | KRKTMNDFDY |
| LKLLGKGTFG |  | KVILVREKAS |  | GKYYAMKILK |  | KEVIIAKDEV |  | AHTLTESRVL |
| KNTRHPFLTS |  | LKYSFQTKDR |  | LCFVMEYVNG |  | GELFFHLSRE |  | RVFSEDRTRF |
| YGAEIVSALD |  | YLHSGKIVYR |  | DLKLENLMLD |  | KDGHIKITDF |  | GLCKEGITDA |
| ATMKTFCGTP |  | EYLAPEVLED |  | NDYGRAVDWW |  | GLGVVMYEMM |  | CGRLPFYNQD |
| HEKLFELILM |  | EDIKFPRTLS |  | SDAKSLLSGL |  | LIKDPNKRLG |  | GGPDDAKEIM |
| RHSFFSGVNW |  | QDVYDKKLVP |  | PFKPQVTSET |  | DTRYFDEEFT |  | AQTITITPPE |
| KYDEDGMDCM |  | DNERRPHFPQ |  | FSYSASGRE  |  |            |  |            |

A: Аланін

C: Цистеїн

D: Аспарагінова кислота

E: Глутамінова кислота

F: Фенілаланін

G: Гліцин

H: Гістидин

I: Ізолейцин

K: Лізин

L: Лейцин

M: Метіонін

N: Аспарагін

P: Пролін

Q: Глутамін

R: Аргінін

S: Серин

T: Треонін

V: Валін

W: Триптофан

Кодований геном білок за функціями належить до трансфераз, кіназ, серин/треонінових протеїнкіназ, фосфопротеїнів. 
Задіяний у таких біологічних процесах як поліморфізм, ацетиляція. 
Білок має сайт для зв'язування з АТФ, нуклеотидами. 
Локалізований у цитоплазмі, ядрі, мембрані.